# Kaple svatého Rocha (Ramzová)
Kaple svatého Rocha je malá sakrální stavba v Ramzové na území Římskokatolické farnosti Lipová-lázně. Kaple není památkově chráněna.

## Historie
Kaple v Ramzové byla vystavěna v novogotickém stylu v letech 1896-1897 na místě starší dřevěné kaple. Později delší dobu chátrala, opravena byla v roce 1997. Počátkem 21. století bývaly v kapli v letní sezoně každou neděli pravidelné bohoslužby.

## Architektura
Kaple je neorientovaná novogotická stavba s trojbokým závěrem. Nad vstupním průčelím se nachází štíhlá věžička typu sanktusníku. Interiér není prostorově členěn. Zařízení je novogotické, soudobé se stavbou. Také se zde nachází pamětní deska obětem první světové války.